# Le Nouveau Petit Littré
 Le Nouveau Petit Littré  ist ein seit 2004 im Verlag Éditions Garnier erscheinendes einsprachiges Wörterbuch der französischen Sprache, das als Taschenbuch von 2280 Seiten im Handel ist. Es handelt sich um die durch modernen Wortschatz ergänzte Kurzfassung des Dictionnaire de la langue française von Émile Littré, die 1874 von Amédée Beaujean erstellt wurde. Herausgeber der modernen Bearbeitung ist der Literaturwissenschaftler Claude Blum (* 1946).

## Vorgeschichte
Angesichts des quasi sakralen Charakters des Wörterbuchs von Littré in der französischen Öffentlichkeit und im Bedauern über seine zunehmende Überalterung seit 130 Jahren hatte Claude Blum die Idee, das Wörterbuch um modernen Wortschatz zu ergänzen. Um in einem vernünftigen finanziellen Rahmen zu bleiben, nahm er dazu als Grundlage nicht die große mehrbändige Ausgabe, sondern die von Littrés engstem Mitarbeiter Amédée Beaujean angefertigte und von Littré persönlich abgesegnete Kurzfassung von 1874. Im ersten Versuch integrierte er in den Text von Beaujean einen deutlich abgegrenzten neuen Text von 5 700 Einträgen, 6000 neuen Bedeutungen und 12 000 Zitaten. Das Buch erschien 2004 unter dem Titel Le Nouveau Littré und war bereichert um eine kurze Geschichte der französischen Sprache von Henriette Walter (S. 1523–1541) und ein Wörterbuch des vergessenen Französisch von Jean Pruvost (S. 1547–1639). Der eingetretene Verkaufserfolg, der durch das Prestige des Namens Littré im gebildeten Frankreich zu erklären ist, führte bereits ein Jahr später zu einer zweiten, erweiterten Auflage, die ab 2009 als Taschenbuch (Le Livre de Poche) erschien. Diese Fassung verzichtete auf die Abhandlungen von Henriette Walter und Jean Pruvost und fügte nunmehr 10 000 neue Artikel und 10 000 neue Bedeutungen (wieder klar als Zusatz markiert) in den Beaujean-Text ein, so dass ein Wörterbuch von 52 000 Artikeln entstand.
In dem anonym verfassten Vorwort behauptet Jean Pruvost mit Littré, ein Wort sei die Summe seiner Geschichte (un mot est la somme de son histoire) und nennt das Wörterbuch „panchronisch“. Eine solche Negation der Synchronie ist für den Lerner und für den Fremdsprachler gefährlich, weil ein signifikanter Teil des im Nouveau Petit Littré verzeichneten Wortschatzes veraltet ist, ohne als solcher markiert zu sein. Für Littré bedeutete das Verb voisiner „Nachbarn besuchen“, wohingegen es heute nur noch mit der Bedeutung „benachbart sein“ (vorwiegend von Sachen) gebraucht wird. Den gegenüber Littré neuen Gebrauch zu markieren, ist ein willkommener Hinweis auf die historische Entwicklung der Sprache. Den veralteten Gebrauch aber unmarkiert zu lassen, als ob er heute normal wäre, ist ein lexikografischer Fehler.

## Auflagen
- Le nouveau Littré. Edition augmentée du Petit Littré. Le dictionnaire de référence de la langue française. Herausgeber: Claude Blum. Leitung des Editionsteams: Jean Pruvost. Garnier, Paris 2004. (1639 Seiten. 5 700 neue Einträge, 6 000 neue Bedeutungen, 12 000 Zitate)
- Le nouveau Littré. Edition 2006. Garnier, Paris 2006, 2009. (1956 Seiten)
- Le nouveau Littré. Garnier, Paris 2007. (2034 Seiten)
- Le Nouveau Petit Littré. Édition augmentée du dictionnaire de la langue française d'Emile Littré abrégé par A. Beaujean. Livre de Poche 2009. 8. Auflage 2022. (2280 Seiten. Umschlagtext: Le dictionnaire de référence de la langue française. Le français classique ET le français contemporain. 52 000 mots)